# Batu Gajah (Sosa)
Batu Gajah is een bestuurslaag in het regentschap Padang Lawas van de provincie Noord-Sumatra, Indonesië. Batu Gajah telt 433 inwoners (volkstelling 2010).